# Macaduma tortricella
Macaduma tortricella är en fjärilsart som beskrevs av Walker 1866. Macaduma tortricella ingår i släktet Macaduma och familjen björnspinnare. Inga underarter finns listade i Catalogue of Life.